# Glamorous
Glamorous è un brano musicale della cantante statunitense Fergie, cantato in duetto con il rapper statunitense Ludacris ed estratto come terzo singolo dall'album di debutto dell'artista, The Dutchess, tranne che per il Regno Unito, in cui è stato estratto come secondo singolo. Il singolo è stato recapitato alle radio mainstream il 23 gennaio 2007 e alle Rhythmic radio il 20 febbraio 2007 negli Stati Uniti tramite la A&M Records, e le case discografiche will.i.am Music Group e Interscope Records.
È stato scritto dalla stessa Fergie, insieme a Ludacris, will.i.am, Blac Elvis e Polow da Don, e prodotto da quest'ultimo. Glamorous è un brano di intonatura pop e R&B che ha un ritmo più lento di quello dei precedenti singoli estratti all'album.

## Descrizione
La première del singolo nel Regno Unito risale al 19 marzo 2007, in Inghilterra. Sempre nel marzo 2007 Glamorous è diventato il secondo singolo dell'artista a raggiungere la posizione numero 1 nella Billboard hot 100. Fergie ha cantato Glamorous e Big Girls Don't Cry al concerto in onore di Diana Spencer.
La canzone parla della vita di Fergie e di quanto sia fantastica. La sua vita è cambiata da quando è diventata ricca e famosa e infatti il video mostra le caratteristiche della sua vita. Tuttavia nel testo dice di non essere cambiata a causa di questo, come lei afferma alla fine della giornata, le piace tornare dalla sua famiglia e dai suoi amici. Al termine ringrazia i suoi fans che hanno reso tutto questo possibile.

### Produzione
Il singolo è prodotto da Polow da Don, che all'inizio propose il ritmo della canzone per Luxurious di Gwen Stefani che declinò l'offerta dicendo che non sarebbe stato buono come la sua versione remixata col rapper Slim Thug. Successivamente offrì la canzone a Fergie che l'accettò.

## Video musicale
Il video musicale inizia con una festa (ambientata nel 1994), che si svolge in un portico con piscina dove il rapper Polow da Don fa da buttafuori all'ingresso. Nel video si alternano varie scene con Fergie nella sua vita attuale, ricca e famosa, a flashback relativi al suo passato. Troviamo la cantante su un jet privato mentre beve champagne, oppure mentre gira un film insieme a Ludacris. In altre scene c'è Fergie nel passato che va al fast food con le amiche. Il video termina con un ricordo dove si vede una bambina che riceve una carezza dal padre.
Nel video c'è un cameo dell'attore Freddy Rodríguez e di apl.de.ap, collega della cantante. Nella scena della festa in piscina compaiono veri amici e familiari della cantante.

## Tracce
- Australian CD single

1. "Glamorous" (Album Version) 4:08
2. "Glamorous" (Space Cowboy remix) 4:37
3. "True" (Spandau Ballet cover) 3:48
4. "Glamorous" (Music video) - 4:10

- UK CD single

1. "Glamorous" (Album Version) 4:07
2. "True" (Spandau Ballet cover) 3:45

## Successo commerciale
La canzone ha avuto successo in quasi tutto il mondo raggiungendo la posizione numero 1 nella Billboard hot 100 in poche settimane, restando in cima per due settimane consecutive, ha raggiunto la sesta posizione nella classifica dei singoli inglese e ha risollevato le vendite dell'album di estrazione.
Negli Stati Uniti, Glamorous ha fatto il suo debutto nella Billboard Hot 100 alla numero novantotto nella settimana del 27 gennaio 2007, mentre il precedente singolo Fergalicious posteggiava ancora fra i cinque numeri più alti della classifica. Un mese dopo, è salito alla numero nove, divenendo in quella settimana il "più grande salto digitale". La settimana seguente ha slittato alla numero trentatré in seguito alla mancata fornitura del singolo nei punti di rivendita digitale. Glamorous si è riaffacciato nella top ten in seguito al nuovo lancio del singolo, risollevandosi dalla numero cinquantacinque, ed ha conquistato la numero uno nella settimana del 24 marzo 2007, vendendo 166 000 download digitali durante questa settimana. È divenuto il suo secondo singolo alla numero uno negli Stati Uniti e ha mantenuto la vetta per due settimane. Il singolo ha totalizzato ventinove settimane nella Billboard Hot 100, ventiquattro delle quali tra i primi cinquanta numeri della classifica. Il singolo è arrivato a vendere 3 012 000 download digitali negli Stati Uniti, sufficienti a fruttargli una certificazione da doppio platino dalla Recording Industry Association of America.
I profitti procurati da Glamorous sul mercato musicale si sono rivelati eclatanti anche in altri Paesi, in alcuni dei quali si è praticamente ripetuto lo stesso successo che il singolo ha riscosso in America. In Australia, il brano ha esordito alla numero dieci nella classifica dei singoli più venduti. Si è sollevato alla numero due il 28 maggio 2007, col primo posto soffiato da Girlfriend di Avril Lavigne.

## Classifiche
| Classifica (2007)                    | Posizione massima |
| ------------------------------------ | ----------------- |
| Australian ARIA Singles Chart        | 2                 |
| Austrian Singles Chart               | 25                |
| China Top 20 Singles                 | 9                 |
| Canadian Hot 100                     | 12                |
| Croatia Singles Chart                | 1                 |
| Belgium Singles Chart                | 14                |
| French Singles Chart                 | 32                |
| German Singles Chart                 | 16                |
| Ireland Singles Chart                | 3                 |
| New Zealand RIANZ Singles Chart      | 9                 |
| ARC Weekly Top 40                    | 1                 |
| Philippine Top Hits                  | 8                 |
| Russian Airplay Chart                | 5                 |
| Sweden Singles Chart                 | 59                |
| Switzerland Singles Chart            | 38                |
| UK Singles Chart                     | 6                 |
| U.S. Billboard Hot 100               | 1                 |
| U.S. Billboard Pop 100               | 1                 |
| U.S. Billboard Hot R&B/Hip-Hop Songs | 41                |
| U.S. Billboard Hot Dance Club Play   | 1                 |
| U.S. Billboard Hot Digital Songs     | 1                 |

## Altri utilizzi
Un campionamento del brano è stato utilizzato in First Class, singolo di Jack Harlow del 2022.